# Paul Rogers (attore)
Paul Rogers (Plympton, 22 marzo 1917 – Londra, 6 ottobre 2013) è stato un attore britannico, attivo in campo teatrale, televisivo e cinematografico, vincitore di un BAFTA e di un Tony Award.

## Biografia
Paul Rogers è nato a Plympton, nel Devon, e ha frequentato la Newton Abbot Grammar School; poi ha frequentato il Michael Chekhov Theatre Studio a Dartington Hall. Dal 1940 al 1946, nel corso della Seconda guerra mondiale, ha prestato servizio nella Royal Navy, al termine della quale è tornato a recitare al Bristol Old Vic.
Ha partecipato a molte produzioni nel West End e a Broadway, e ha vinto il Tony Award al miglior attore protagonista in un'opera teatrale per il suo ruolo ne Il ritorno a casa (The Homecoming) di Harold Pinter nel 1967.
Ha interpretato il ruolo di "Sir" nella prima produzione di Broadway della commedia di Ronald Harwood Servo di scena (The Dresser).
Nel 1971 ha sostituito Anthony Quayle ne L'inganno (Sleuth) di Anthony Shaffer a Broadway.
Rogers è stato per molto tempo componente della Royal Shakespeare Company. Le sue interpretazioni più importanti con la compagnia includevano Nick Bottom in Sogno di una notte di mezza estate e Falstaff in Enrico IV, parte I e parte II.
È apparso spesso anche in televisione, in produzioni come Producers' Showcase e Public Eye. È stato il primo vincitore del British Academy Television Award per il miglior attore nel 1955.

## Filmografia parziale

### Cinema
- Assassinio nella cattedrale (Murdered in the Cathedral), regia di George Hoellering (1952)
- Lord Brummell (Beau Brummell), regia di Curtis Bernhardt (1954)
- Svengali, regia di Noel Langley (1954)
- Il nostro agente all'Avana (Our Man in Havana), regia di Carol Reed (1959)
- Il garofano verde (The Trials of Oscar Wilde), regia di Ken Hughes (1960)
- Eri tu l'amore (No Love for Jonnie), regia di Ralph Thomas (1961)
- Il marchio (The Mark), regia di Guy Green (1961)
- Delitto di coscienza (Life for Ruth), regia di Basil Dearden (1962)
- Billy Budd, regia di Peter Ustinov (1962)
- Il terzo segreto (The Third Secret), regia di Charles Crichton (1964)
- L'uomo venuto dal Kremlino (The Shoes of the Fisherman), regia di Michael Anderson (1968)
- A Midsummer Night's Dream, regia di Peter Hall (1968)
- Lo specchio delle spie (The Looking Glass War), regia di Frank Pierson (1969)
- La rinuncia (The Abdication), regia di Anthony Harvey (1974)
- Niente dura per sempre (Nothing Lasts Forever), regia di Tom Schiller (1984)
- Oscar e Lucinda (Oscar and Lucinda), regia di Gillian Armstrong (1997)

## Doppiatori italiani
- Bruno Persa in Lord Brummell, Il terzo segreto
- Gualtiero De Angelis in Il nostro agente all'Avana